# Tatsuhiko Takimoto
Tatsuhiko Takimoto (滝本 竜彦, Takimoto Tatsuhiko, né le 20 septembre 1978) est un auteur Japonais de light novel notamment connu pour NHK ni yōkoso!, histoire racontant le quotidien d'un étudiant devenu hikikomori.

## Travaux
- Negative Happy Chainsaw Edge (2001)
- NHK ni yōkoso! (2002)
- Chojin Keikaku

## Autres travaux
- ECCO (2004) [2]
- Moo no Shōnen
- Boku no Air